# Alaincourt (Aisne)
Alaincourt település Franciaországban, Aisne megyében. Lakosainak száma 522 fő (2022. január 1.). Alaincourt Berthenicourt, Brissy-Hamégicourt, Cerizy, Moÿ-de-l’Aisne, Séry-lès-Mézières és Urvillers községekkel határos.

## Népesség
A település népességének változása:
| Lakosok száma | 434  | 504  | 521  | 488  | 529  | 549  | 543  | 534  | 531  | 522  |
|               | 1968 | 1982 | 1990 | 2006 | 2013 | 2015 | 2017 | 2019 | 2020 | 2022 |